# Inocêncio Cunha Gonçalves
Inocêncio Cunha Gonçalves (São Gabriel, 23 de agosto de 1920 — São Gabriel, 25 de outubro de 1990), foi um Político, pecuarista e Médico Brasileiro.

## Biografia
Prefeito de São Gabriel durante o período de 1963 a 1968, Vice prefeito em 1955, Vereador eleito o mais votado na história do município até hoje (considerando a proporcionalidade dos votos com o número de eleitores), Presidente da Câmara de Vereadores, além de um Médico sempre atuante.
Nasceu no município de São Gabriel em  23 de agosto de 1920, no distrito rural de Tiarajú, na estância de seus pais. Ainda menino, se muda para a cidade de Bagé, onde realiza seus estudos iniciais, no Colégio Auxiliadora.
Conclui na capital Porto Alegre, o seu ensino médio e na década de 40, no ano de 1947, se forma em Medicina pela UFRGS.
Como médico, iniciou a sua carreira no município de São Luiz Gonzaga. Logo em seguida, atua no município de Cacequi, aonde foi nomeado médico do Instituto de Aposentadoria e Pensões dos Ferroviários e Servidores Públicos.
Casa-se em 1953, com Maria de Lourdes Milford Fernandez, natural de Santa Maria. O casal passa a residir em São Gabriel, aonde ele, além de atuar como médico, ingressa em 1955, na carreira política como vice prefeito. Em 1963, elege-se prefeito municipal  em um período aonde o país vivia um momento político de mudanças e adaptações, com a implementação do governo militar de 1964.
Nessa ocasião, surge o bipartidarismo no Brasil, MDB e ARENA.
O prefeito, Dr Inocêncio Cunha Gonçalves, seguindo seus princípios políticos de direita, passou a fazer parte da Arena. Mesmo assim, ficou conhecido por não permitir perseguições aos adversários, quando houveram várias denúncias sobre funcionários comunistas em seu governo. Foi um conciliador.
Por esses gestos e por sua conduta nos tempos que administrou São Gabriel ficou conhecido como “o pacificador”
Sua gestão foi marcada pela austeridade na aplicação dos recursos públicos, sendo responsável pela construção e implementação de diversas obras importantes que permanecem até hoje. Como principal exemplo está o projeto e construção do primeiro Conjunto Habitacional de São Gabriel, hoje conhecido como Bairro Dr. Dácio, em terreno doado pela Cooperativa Gabrielense.
Tomando conta das dificuldades que enfrentavam os hortifrutigranjeiros para exporem e comercializarem os seus produtos, ele construiu e inaugurou o Mercado Público Municipal. 

Inauguração do mercado público

No ano de 1968 assinou a doação do terreno da antiga Cadeia Pública para a construção do moderno prédio do INSS.
A educação também foi um dos pilares de preocupação de seu governo. Construiu várias escolas, como a Presidente Kennedy, na Vila Mariana e escolas nos distritos rurais de Faxinal, Santa Bárbara e Capão Alto.  Ampliou a Escola José Ferreira Lima. Lançou a pedra fundamental da Faculdade de Filosofia da Fundação Educacional de São Gabriel.
Revitalizou e modernizou as praças Camilo Mércio e praça Tunuca Silveira, ambas recebendo ornamentação  e  ajardinamento.
Preocupado com a infraestrutura foram levantados aterros, erguidos bueiros, construídas pranchadas e pontes nos mais variados locais da cidade.
Interessado também pela cultura de sua população, no ano de 1967, presidiu a Comissão Central que organizou o XIII Congresso Tradicionalista, um evento estadual que atraiu para São Gabriel centenas de visitantes, inclusive do estrangeiro, como o Grupo Los Tientos, da Argentina. O Centro de Tradições Gaúchas, chamado de “CTG”,  tiveram, todos os que existem no município, o seu apoio. Igualmente, as festas populares foram incentivadas, como o Carnaval de Rua, que foi oficializado em seu mandato.
Um ano após deixar o cargo de prefeito foi eleito o vereador mais votado na história de São Gabriel.
Como cidadão, Inocêncio, prestou relevantes serviços à sociedade, atuando como presidente do Rotary Club de São Gabriel, presidente do Clube Comercial, presidente da Cooperativa de Trigo e Arroz do município (COMAIG) e presidente do Esporte Clube Cruzeiro.
Inocêncio faleceu em sua residência em 25 de Outubro de 1990. Diversas homenagens foram feitas pelo seu legado até os dias de hoje, como, por exemplo, nome de locais, memorial e nome de rua.
Sua esposa, Dona Maria de Lourdes, como primeira dama do município teve atuante destaque em obras de assistência social. Foi dirigente da Legião Brasileira de Assistência (LBA), Casa da Amizade e Roupeiro dos pequeninos. Produtora Rural e Musicista; tocava piano, teclado, acordeão e violão.
A prefeitura de São Gabriel, em 2023, prestou uma homenagem a ela, dando seu nome a um grupo de músicos do Conservatório Municipal especializado em música instrumental (camerata). O grupo se apresenta em diversos eventos artísticos do município.

Dr Inocêncio com sua família, em 1961.

O casal Inocêncio e Maria de Lourdes tiveram 6 filhos: Maria Beatriz, Maria Eunice, Maria Elizabeth, Maria Tereza, Hugo e Inocêncio.